# Sputnik 2
Sputnik 2 (Aussprache ˈsputʲnʲɪk, russisch Спутник für Weggefährte, Begleiter, Trabant (der Erde)) war nach Sputnik 1 der zweite sowjetische Forschungssatellit aus der Sputnik-Serie und zugleich der zweite Satellit überhaupt. An Bord des Raumfahrzeugs war die Hündin Laika, das erste Tier in einer Umlaufbahn um die Erde.

## Aufbau
Sputnik 2 bestand aus drei Einheiten, die in einem konischen Rahmen mit einer Gesamtmasse von 508 kg montiert waren. An der Spitze befand sich ein Behälter, in dem Instrumente zur Messung der Sonnenstrahlung und der fernen UV-Strahlung untergebracht waren. Die mittlere Einheit war eine versiegelte Kugelschale, die im Wesentlichen die gleiche wie die bei Sputnik 1 war und die Batterien und Sender enthielt. Darunter befand sich eine aus Aluminium gefertigte Druckkabine für den Versuchshund. Diese Kabine wurde von den Systemen abgeleitet, die auf den Suborbitalraketen R-2A geflogen waren. Anders als das frühere System war sie nicht dafür vorgesehen, wieder in die Erdatmosphäre einzutreten. Daher wurde akzeptiert, dass der Hund an Bord dieses Flugs sterben würde, wenn das System nach ungefähr 7 Tagen keine Verbrauchsmaterialien mehr zur Verfügung hatte. Auch zwei Geigerzähler waren vorhanden.

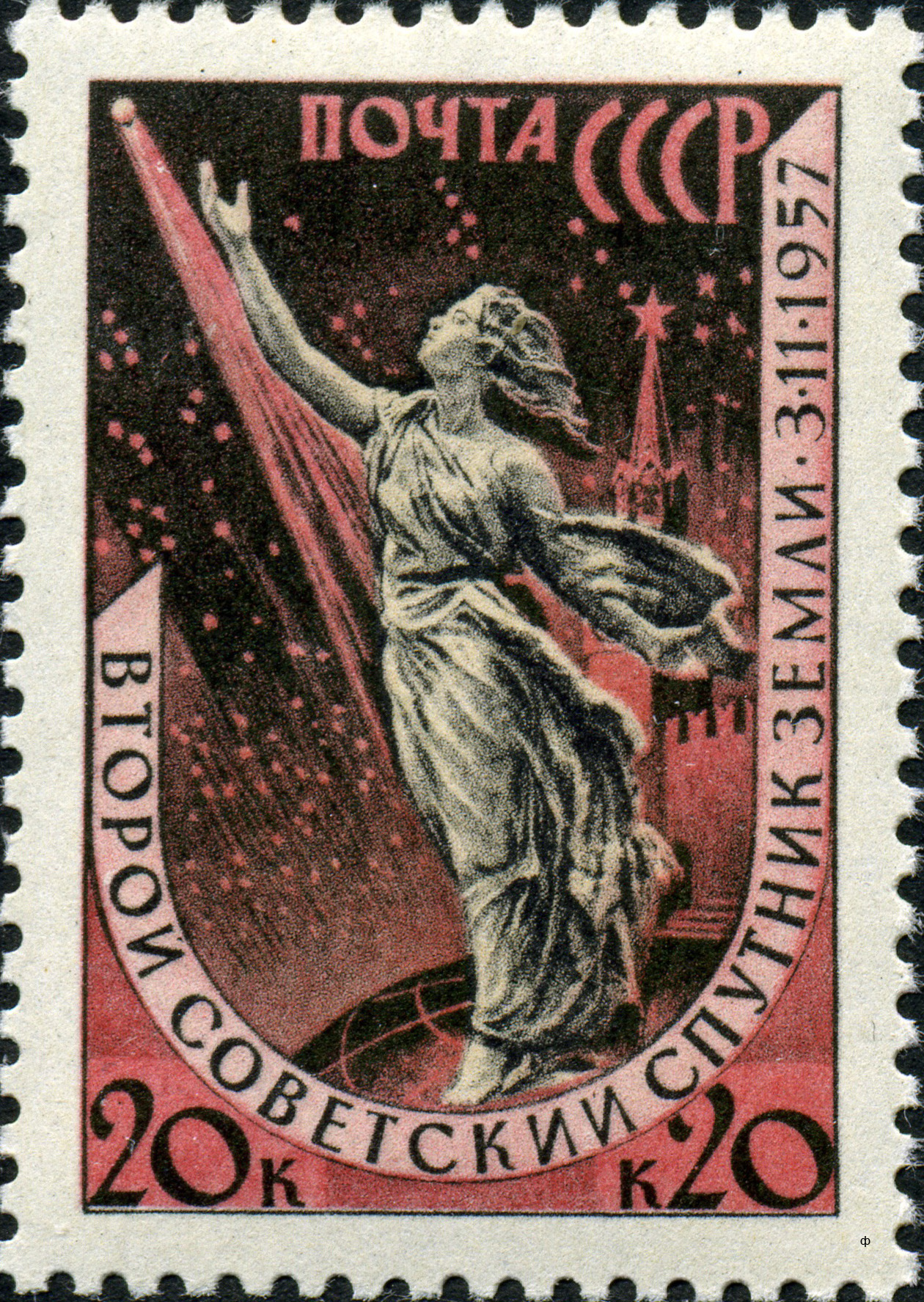
Sonderbriefmarke zu Ehren von Sputnik 2

Während der Satellit im Orbit war, blieb er an der Hauptstufe der Trägerrakete befestigt, um mit deren Telemetriesystem wissenschaftliche Daten übertragen zu können.
Die Hundekabine war 80 cm lang und hatte einen Durchmesser von 64 cm. Ein Ventilator an der Oberseite sollte die Temperatur regulieren. Zur Rechten und Linken des Hundes waren zwei große Kalium-Superoxid-Platten angebracht, die mit Kohlendioxid und Wasserdampf reagieren sollten und Sauerstoff abgeben konnten.
Futter und Wasser wurden gleichzeitig durch einen gallertartigen Nährstoff aus Wasser, Agar-Agar, Trockenbrotpulver, Fleischpulver und Rindertalg bereitgestellt. Dies wurde von einem Spender in Portionen geliefert, damit der Hund in regelmäßigen Abständen fressen konnte. Wasser war in einen 3-Liter-Tank gefüllt worden und sollte sieben Tage reichen. So lange sollte auch die Sauerstoffgeneration andauern. Urin und Kot wurden in einem eng anliegenden Beutel gesammelt.
Der Passagier, eine 6 kg schwere Mischlingshündin namens Laika, wurde mit implantierten Elektroden und Blutdrucksensoren zur Überwachung der Lebenszeichen ausgestattet.

## Missionsverlauf
Der Start wurde am 3. November 1957, nur 29 Tage nach Sputnik 1, erfolgreich durchgeführt. In kurzer Zeit erreichte das Raumfahrzeug eine hochelliptische niedrige Erdumlaufbahn. Telemetriedaten von Laika wurden während des Starts und der ersten Erdumläufe übertragen, aber einige Stunden nach dem Start starb die Hündin aufgrund von Überhitzung und Stress.
Das Sonnenröntgenexperiment lieferte Daten, schien jedoch durch intensive Strahlung blockiert zu sein, die keine Verbindung mit der Sonnenrichtung hatte. Die Projektleiter fanden keine Erklärung und veröffentlichten die Ergebnisse nicht. Ursache der Blockade war der Van-Allen-Strahlungsgürtel, welcher etwa zwei Monate später von dem US-amerikanischen Satelliten Explorer 1 entdeckt wurde.
Sechs Tage nach dem Start, am 10. November 1957, waren die Batterien weitgehend erschöpft und die Sensoren hörten auf, Daten zu übertragen. Sputnik 2 trat am 14. April 1958 nach 162 Tagen im Orbit wieder in die Erdatmosphäre ein.
Sputnik 1 und 2 waren einfache Nutzlasten, die die Erde umkreisen sollten, bevor der komplexere Satellit Sputnik 3 bereit war.